# Stuck (Puddle of Mudd)
Stuck è l'EP di debutto del gruppo post-grunge statunitense Puddle of Mudd.

## Tracce
1. You Don't Know – 3:32
2. Used – 3:13
3. Drift & Die – 3:36
4. Harassed – 4:16
5. Poke Out My Eyes – 4:19
6. Prisoner – 3:08
7. Suicide – 3:32

## Formazione
- Wes Scantlin - voce, chitarra
- Jimmy Allen - chitarra elettrica
- Sean Sammon - basso
- Kenny Burkitt - batteria